# Hannah Mills
Pour les articles homonymes, voir Mills.
Hannah Louise Mills est une skippeuse britannique, née le 29 février 1988 à Cardiff.

## Carrière
Aux Jeux olympiques d'été de 2012 à Londres, Hannah Mills remporte la médaille d'argent en 470 avec Saskia Clark. Le duo Clark-Mills est aussi sacré champion du monde en 2012 et vice-champion du monde en 2011.